# Анташкевич, Евгений Михайлович
Евгений Михайлович Анташкевич (род. 1952 год) — русский советский писатель, прозаик, историк и востоковед, полковник. Член Союза писателей России. Дважды лауреат Премии ФСБ России за лучшие произведения в области литературы и искусства (2011 и 2013), лауреат  Премии «За верность Слову и Отечеству» (2015) и Премии имени Валентина Пикуля и Международной литературной премии имени И. А. Гончарова (2016).

## Биография
Родился 20 июня 1952 года в городе Урюпинск, Волгоградской области в семье военнослужащего.
С 1970 по 1975 год обучался на контрразведывательном факультете Высшей школы КГБ СССР имени Ф. Э. Дзержинского. С 1975 по 1986 год работал на оперативной  работе в Управлении КГБ СССР по Хабаровскому краю. С 1986 по 1997 год служил на различных должностях в центральном аппарате Комитета государственной безопасности — Федеральной службе безопасности, полковник. С 1997 по 2018 год — главный редактор, директор по развитию и шеф-редактор РЦСДФ, политический аналитик и эксперт радиостанции «Говорит Москва».
Член Союза писателей России. Автор исторических повестей и романов «Харбин», «33 рассказа о китайском полицейском поручике Сорокине», «Хроника одного полка, 1915 год» (1914),  «Хроника одного полка, 1916 год. В окопах» (2016). В 2017 году вышел роман «Олег», о великом князе Олеге, созданный по мотивам русской летописи «Повесть временных лет» монаха Киево-Печерского монастыря преподобного Нестора-летописца. В 2011 году за роман «Харбин», о событиях, происходивших в России и Маньчжурии в конце XIX — начале и середине XX веков и в 2013 году за роман «33 рассказа о китайском полицейском поручике Сорокине», Евгений Михайлович Анташкевич был удостоен Премии ФСБ России за лучшие произведения в области литературы и искусства. В 2015 году за роман «Хроника одного полка. 1916 год», за исторические хроники Первой мировой войны,  Е. М. Анташкевич становится лауреатом Литературной премии «Золотой Дельвиг» и в 2016 году — Литературной премии имени Валентина Пикуля.
Книги Анташкевича получили широкое признание в России, а также с успехом продаются в США, Австралии, Новой Зеландии и Европе.

## Оценки творчества
Писатель Леонид Володарский о романе «Харбин»: «Думаю, что этот роман — событие русской литературной жизни. Более того, он событие для каждого, кто любит читать, ибо мало нынче встретишь сочинений, которые одновременно и эпичны, и психологически достоверны, и художественны, и глубоко историчны. Которые открывают Миры. В девяностые именно так издатели называли собрания сочинений мастеров, творивших миры: «Миры Хайнлайна», «Миры Бредбери», «Миры Шекли»…Мир Харбина Анташкевич не сотворил. Он его… открыл. Лично для меня — точно!».
Книжное обозрение: «Евгений Анташкевич не идёт по пути безоговорочной героизации участников Первой мировой, несколько выпадая из юбилейного мейнстрима. Автор, выросший в офицерской семье, сам офицер, не переносит на бумагу извлечённые из архивной пыли сводки и штабные документы. Он довольно точно проникает не только в психологию офицера – об этом в романе много, — но и в солдатскую».
Литературная пресса о романе «Харбин»: Культура: «Евгений Анташкевич – первый, кому удалось создать столь же увлекательную, сколь и познавательную книгу, безупречно соединив историческую драму с головокружительной шпионской историей, выстроенной на фактическом материале»; Литературная Россия: «Эта книга непременно должна была быть издана. Со временем в нашем сознании рядом с эпопеями «Война и мир», «Тихий Дон», «Жизнь Клима Самгина», думаю, встанет и роман Евгения Анташкевича «Харбин». Ведь он также несёт в себе откровения о целом русском мире во всех его проявлениях, созданном на чужбине»; Литературная газета: «Сегодня, когда под видом исторического романа читателю то и дело норовят подсунуть «развесистую клюкву», а исторически правдивые произведения практически невозможно читать в силу их литературной беспомощности, книга производит сильное, а с учётом того, что это дебютный роман — и вовсе ошеломляющее впечатление»; Книжное обозрение: «Роман Евгения Анташкевича «Харбин» по своему размаху напоминает эпопеи великих мастеров, написанные на ту же самую тему – жизнь человека в условиях войны. Читая книгу, невольно вспоминаешь и «Тихий Дон», и «Войну и мир» и другие классические произведения».
Независимая газета о книге ««Хроника одного полка»»: «Единственным заметным русским романом, созданным в юбилейном 2014 году о Первой мировой, вполне может оказаться обещающая продолжение книга Евгения Анташкевича «Хроника одного полка». Потомственный военный, ветеран спецслужб, дальневосточник, он создаёт серию романов, повинуясь, как сам говорит, необходимости внести вклад в создание реалистичного образа российского офицерства. А уж Первая мировая — повод к исправлению ошибок этого образа таков, что лучше не придумаешь. Социально значимые жесты в такой тонкой области художества, как литература, рождаются всё же не при делёжке государственных денег, а от внутреннего писательского мотива».

## Премии
- Дважды Премия ФСБ России за лучшие произведения в области литературы и искусства (2011[6] и 2013[7])
- Лауреат Литературной премии «Золотой Дельвиг» (2015[8])
- Международная литературная премия имени И. А. Гончарова в номинации «Мастер художественного слова» (2016[9])
- Литературная премия имени Валентина Пикуля (2016[3])